# Leucobryum neocaledonicum
Leucobryum neocaledonicum är en bladmossart som beskrevs av Jean Étienne Duby och Bescherelle 1873. Leucobryum neocaledonicum ingår i släktet Leucobryum och familjen Dicranaceae. Inga underarter finns listade i Catalogue of Life.